# 放馬灘紙

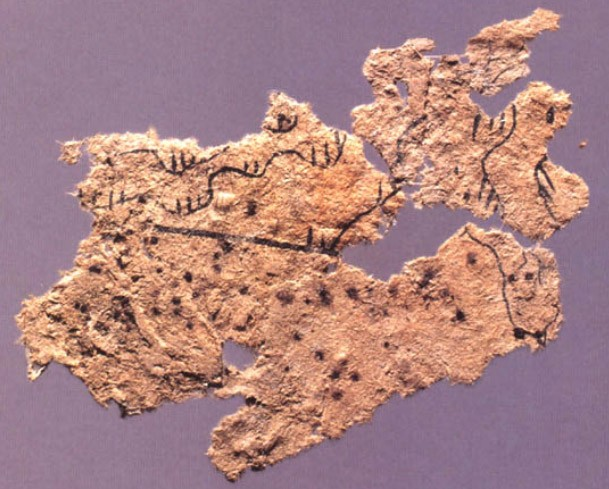
中国、放馬灘で発掘された初期の紙の断片。地図が描かれているとされ、紙に書かれた地図として最古である。

放馬灘紙（ほうばたんし）は、1986年に中国甘粛省天水市北道区の放馬灘で発見された、前漢代の紙である。その年代は、紀元前179年頃から紀元前142年頃のものと推定され、世界最古の紙とされている（世界最古の一覧#記録）。残長5.6cm、幅2.6cm。
1986年3月、放馬灘にて秦墓と漢墓がそれぞれ13基と1基、見つかった。そのうちの漢墓の副葬品の中に、漢代の地図が1枚含まれていた。出土状況は、坑内の墓主の胸上に置かれていた。紙色はやや黒ずんでおり、そこに山河や道路などが描かれていた。他の随葬品の年代によって、前漢の初頭に当たる文帝・景帝代のものと推定されている。